# Мумін Мохамед
Мумін Ахмед Рабі Мохамед (араб. مؤمن أحمد ربيع محمد; нар. 24 березня 2000) — єгипетський борець греко-римського стилю, чемпіон Африки, чемпіон Африканських ігор, учасник Олімпійських ігор.

## Спортивні результати на міжнародних змаганнях

### Виступи на Олімпіадах
| Змагання                    | Збірна | Вагова категорія                 | Місце |
| --------------------------- | ------ | -------------------------------- | ----- |
| Літні Олімпійські ігри 2024 | Єгипет | греко-римська боротьба, до 60 кг | 10    |

### Виступи на Чемпіонатах Африки
| Змагання                         | Збірна | Вагова категорія                 | Місце  |
| -------------------------------- | ------ | -------------------------------- | ------ |
| Чемпіонат Африки з боротьби 2019 | Єгипет | греко-римська боротьба, до 60 кг | Золото |

### Виступи на Африканських іграх
| Змагання              | Збірна | Вагова категорія                 | Місце  |
| --------------------- | ------ | -------------------------------- | ------ |
| Африканські ігри 2024 | Єгипет | греко-римська боротьба, до 60 кг | Золото |

### Виступи на інших змаганнях
| Змагання                                                          | Збірна | Вагова категорія                 | Місце  |
| ----------------------------------------------------------------- | ------ | -------------------------------- | ------ |
| Олімпійський кваліфікаційний турнір з боротьби 2024 (Александрія) | Єгипет | греко-римська боротьба, до 60 кг | Золото |

### Виступи на змаганнях молодших вікових груп
| Змагання                                       | Збірна | Вагова категорія                 | Місце  |
| ---------------------------------------------- | ------ | -------------------------------- | ------ |
| Чемпіонат Африки з боротьби серед кадетів 2016 | Єгипет | греко-римська боротьба, до 46 кг | Золото |
| Чемпіонат Африки з боротьби серед юніорів 2019 | Єгипет | греко-римська боротьба, до 60 кг | Золото |
| Чемпіонат світу з боротьби серед юніорів 2019  | Єгипет | греко-римська боротьба, до 60 кг | 18     |